# ヒロイック・カプレット
ヒロイック・カプレット（heroic couplet, 英雄対句、英雄対韻句、英雄対連、英雄詩体、英雄詩体二行連句、英雄二行詩）は英文学の詩に使われる伝統的な詩形。一般に、叙事詩や物語詩に使われる。

## 構造
ヒロイック・カプレットの構造は、同じ押韻（押韻構成は「AA」）をされた弱強五歩格（iambic pentameter）の行を2行続けた、つまり二行連（対句）である。押韻は常に男性韻である。

## 歴史
ヒロイック・カプレットを創始したのはジェフリー・チョーサーで、『善女伝説（The Legend of Good Women）』と『カンタベリー物語』の中で最初に使用した。チョーサーはまた、弱強五歩格をはじめて多方面に使ったとも言われている。
ヒロイック・カプレットを使った例として頻繁に引用されるのが、ジョン・デナム（John Denham）の『Cooper's Hill』（1642年）の中の、テムズ川を描写した次の一節である。（カプレットが2つ続いている）。
O could I flow like thee, and make thy stream - (A)
My great example, as it is my theme! - (A)
Though deep, yet clear, though gentle, yet not dull, - (B)
Strong without rage, without o'erflowing full. - (B)
「ヒロイック・カプレット」という用語は、時に、ジョン・ダンなどの詩人の句またがりに対して、2行だけで完結する二行連にも使われることがある。英語詩でヒロイック・カプレットの巨匠と言われるのは、ジョン・ドライデンとアレキサンダー・ポープである。二人の作品以外で、完結したヒロイック・カプレットの詩で主要なものには、サミュエル・ジョンソンの『The Vanity of Human Wishes』、オリヴァー・ゴールドスミス（Oliver Goldsmith）の『The Deserted Village』、ジョン・キーツの『ラミア（Lamia）』といったものがある。
ヒロイック・カプレットは18世紀には非常に人気があった。ところどころ句またがりのあるより自由なタイプのものは、中世物語詩の標準的な韻文形式となった。『カンタベリー物語』の影響がその理由である。

## ヴァリエーション
英語詩の、とくにドライデンとその追従者のヒロイック・カプレットは時々、アレクサンドランまたは六歩格、あるいは三行連をところどころ使うことで変化をつけることもあって、クライマックスを盛り上げるため、こうしたヴァリエーションを一緒に使った。押韻した五歩格の二行連という規則的なパターンを崩すことは「詩の終止」の感覚（Poetic closure）を生じさせる。
ジョン・ドライデンの『アエネイス』第4巻の英訳版を例に挙げると、
三行連を用いた例(ll. 890-892)
Nor let him then enjoy supreme command; - (A)
But fall, untimely, by some hostile hand, - (A)
And lie unburied on the barren sand! - (A)
アレクサンドランを用いた例(ll. 190-193)
Her lofty courser, in the court below, - (A)
Who his majestic rider seems to know, - (A)
Proud of his purple trappings, paws the ground, - (B)
And champs the golden bit, and spreads the foam around. - (B)
アレクサンドラン（前半）と三行連（後半）を用いた例(ll. 867-871)
My Tyrians, at their injur’d queen’s command, - (A)
Had toss’d their fires amid the Trojan band; - (A)
At once extinguish’d all the faithless name; - (B)
And I myself, in vengeance of my shame, - (B)
Had fall’n upon the pile, to mend the fun’ral flame. - (B)